# 森林戦
森林戦（しんりんせん、英: jungle warfare）は、熱帯雨林など植物が高密度に生い茂った森林地域における作戦・戦闘をいう。熱帯雨林における森林戦をジャングル戦と呼ぶ場合もある。

## 概要
森林戦は、植物によって視界が確保できないため、大規模な会戦は行えず、遭遇戦を繰り返しながらの戦闘になる。また伏撃や罠を仕掛けるのに適しているため、ゲリラ戦を行う作戦戦闘としても歴史上しばしば利用されてきた。

## 戦闘への影響

### 冬戦争（フィンランド）

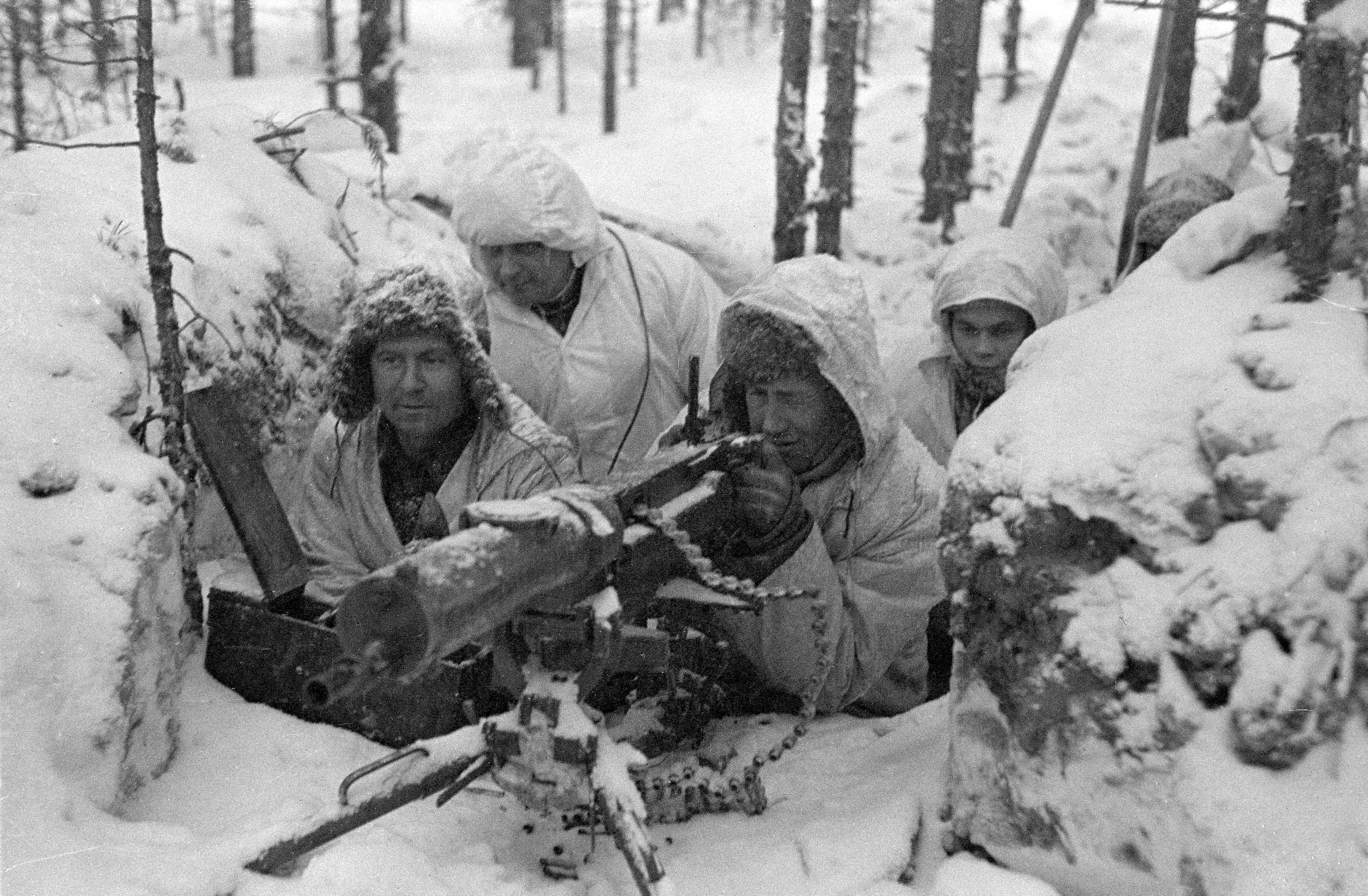
機関銃を構えるフィンランド兵

1939年11月30日から開始された冬戦争は、森林戦と冬季戦の要素が絡んだため、気温、地形、天候などあらゆる面でソビエト連邦の作戦行動を阻害した。
地形は、森林での移動や戦闘時の機動に大きく影響する。多くの植物群が自生する地域を隊形を組んで移動しようとすると、隊形が乱れたり、奇襲攻撃にあった際に速やかな指揮がとれなくなる。また、多くの植物によって偽装を施しやすく、伏撃に適した環境が多くある。特にソビエトは、鈍重な車両を投入したため、道路を使用せざるをえなかった。そのため、森林戦に理解のあったフィンランドによって容易に待ち伏せされた。
射撃をする際においても、多くの樹木の幹や葉が障害物となり、弾道が不安定になったり、敵を見失うことになる可能性があり、攻撃しにくいため森林地域で伏撃を受けた場合の反撃は非常に困難である。実際、ソビエトは挟撃に似た包囲戦術に翻弄され、多大な被害をだした。

### 第二次世界大戦（アルデンヌ）
第一次世界大戦では、アルデンヌの森林で大規模な戦闘はなかったが、ナチス・ドイツは、フランス侵攻・アルデンヌ攻勢の二度にわたり、アルデンヌの森林を利用した作戦を計画した。これらは奇襲効果と戦車をはじめとするキャタピラ車両の発達によるもので、森林地帯でありながら装甲車両を突破させることができた。そのうちの1944年12月16日に開始されたアルデンヌ攻勢では、ウーファリーズやバストーニュといった町と周辺の森林で攻防戦が行われたが、補給を維持できなかったドイツ軍が敗走した。

### ベトナム戦争（ベトナム）

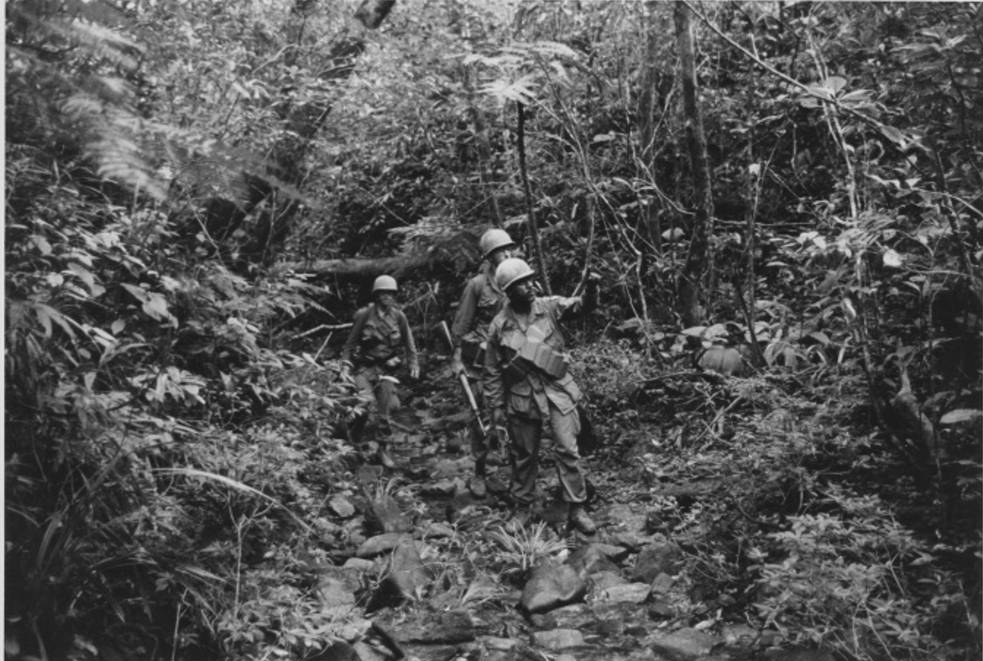
パトロールするアメリカ兵

整備された道路のない森林地域は戦車や装甲車などの車両の進入を拒み、迫撃砲や航空機による支援攻撃の精度を落とす地形であり、近代的な兵器がうまく機能せず、歩兵が主力の戦闘となることが多い。この場合、正規の軍隊にとってはありがたくないものであるが、ゲリラにとってはいくつかの点で優位に立つ。
森林地域、特に熱帯雨林における気候は兵士たちの士気を大きく削ぎ、健康を害する。ベトナム戦争では、作戦地域の環境に慣れていない兵士たちにとって作戦地域の気候による熱帯雨林特有の病気、害虫やぬかるんだ地面の移動、高温多湿による熱中症などさまざまな障害は強いストレッサーとなった。強度の戦闘ストレスによって戦闘ストレス反応の原因となる危険性があり、士気や団結の低下、規律の弱化などになりうる。

## 森林戦の一覧
- 冬戦争
- 第二次世界大戦
  - 西部戦線
    - ヒュルトゲンの森の戦い
    - バルジの戦い

  - アジア・太平洋戦線
    - フィリピンの戦い (1941-1942年)
    - ニューギニアの戦い
    - ソロモン諸島の戦い
    - ビルマの戦い
    - フィリピンの戦い (1944-1945年)
- ベトナム戦争